# Titularbistum Cingoli
Cingoli ist ein Titularbistum der römisch-katholischen Kirche.
Es geht zurück auf das Bistum Cingoli mit Sitz in der gleichnamigen Stadt, die sich in der italienischen Region Marken befindet.
Am 17. Dezember 2022 wurde das Bistum Cingoli durch Papst Franziskus als Titularsitz wiedererrichtet und am 16. Juni 2023 erstmals vergeben.
| Titularbischöfe von Cingoli |                                                     |                                             |               |     |
| Nr.                         | Name                                                | Amt                                         | von           | bis |
| 1                           | Mauricio Rueda Beltz Titularerzbischof pro hac vice | Apostolischer Nuntius in der Elfenbeinküste | 16. Juni 2023 |     |